# Lijst van spelers van Al-Zamalek
Deze lijst omvat spelers die bij Al-Zamalek spelen of gespeeld hebben. De namen zijn alfabetisch
gerangschikt.

## A
- Medhat Abdel Hady
- Tamer Abdel Hamid
- Hossam Abdel Monem
- Mohamed Abdel-Monsef
- Mohamed Abdel-Shafy
- Ayman Abdelaziz
- Gamal Abdelhamid
- Wissem Abdi
- Wagih Abdul-Azeem
- Ahmed Abdul-Raouf
- Mohamed Abdullah
- Mohamed Abo El Ela
- Felix Aboagye
- Mohamed Abou-Ella
- Amr Adel
- Remy Adiko
- Junior Agogo
- Ashour Al-Adham
- Khaled Al-Gandour
- Abdel Halim Ali
- Alaa Ali
- Emmanuel Amunike
- Ahmed Anwar
- Mohamed Aoudia
- Hossam Arafat
- Ernest Papa Arko
- Sherif Ashraf
- Rahim Ayew
- Amir Azmy

## B
- Ahmed Bakri
- Abdel Hamid Bassiouny
- Yamen Ben Zekri
- Boogi

## C
- Soumaila Coulibaly

## E
- Ahmed Eid
- Sunny Ekeh
- Sabet El Batal
- Esam El Hadary
- Ahmed El Merghany
- Mohamed El Morsy
- Islam El Shater
- Mohamed El Yamani
- Hassan El-Far
- Wael El-Kabany
- Ahmed Abdou El-Kass
- Wael El-Quabbani
- Amr El-Safty
- Ali El-Said
- Tarek El-Said
- Abdel Wahed El-Sayed
- Emad El-Sayed
- Hussein El-Sayed
- Nader El-Sayed
- Tarek El-Sayed
- Hany Elagaizi
- Hazem Emam
- Moataz Eno

## F
- Mohammed Farid
- Haysan Farouk
- Mahmoud Fathallah

## G
- Ahmed Gaafar
- Mostafa Gaafar
- Omar Gaber
- Ahmed Ghanem

## H
- Gamal Hamza
- Hossam Hassan
- Ibrahim Hassan
- Osama Hassan
- Ahmed Hossam

## I
- Ahmed Ibrahim
- Mohamed Ibrahim
- Wael Ismail

## K
- Kamel Kaci Said
- Rainford Kalaba
- Mostafa Kamel Taha
- Mohamed Kamouna
- Ashraf Kasem
- Ahmed Kattawi
- Mohamed Khafaga
- Abou Koné

## L
- Mohammed Latif

## M
- Ahmed Magdy
- Ayman Mansour
- Talaat Mansour
- Marc Mboua
- Mido
- Mostafa Mohamed
- Emad Mohammed
- Sayed Mosaad
- Hassan Mostafa
- Tarek Mostafa

## N
- Osama Nabih

## O
- Hossam Osama

## P
- Ernest Papa Arko

## Q
- Awulu Quaye

## R
- Ismail Rafaat
- Sherif Ragab
- Sabry Raheel
- Ahmed Ramzy
- Ricardo Alves Fernandes

## S
- Salih Sadir
- Hany Saïd
- Ibrahim Saïd
- Ibrahim Salah
- Ahmed Samir
- Rami Shaaban
- Ali Shafi
- Farag Shalabi
- Hassan Shehata
- Sami Sheshini
- Shikabala

## T
- Ayman Taher

## W
- Mohamed Wahed

## Y
- Hesham Yakan
- Hussain Yasser
- Ashraf Youssef
- Ismail Youssef

## Z
- Amr Zaki
- Karim Zekri